# Атомный форм-фактор

Рентгеновские атомные форм-факторы кислорода (синий), хлора (зеленый), Cl ^{-} (пурпурный) и K ^{+} (красный); более сосредоточенный заряд имеет более широкий форм-фактор.

В физике атомный форм-фактор, атомный фактор рассеяния или формфактор рассеяния — это мера амплитуды рассеяния волны изолированным атомом или ионом. Форм-фактор атома зависит от типа рассеяния, который, в свою очередь, зависит от природы падающего излучения, обычно рентгеновского, электронного или нейтронного. Общей чертой всех форм-факторов является то, что они включают преобразование Фурье пространственного распределения плотности рассеивающего объекта из реального пространства в импульсное пространство (также известное как обратное пространство). Для объекта с пространственным распределением плотности {\displaystyle \rho (\mathbf {r} )}, форм-фактор, {\displaystyle f(\mathbf {Q} )}, определяется как
{\displaystyle f(\mathbf {Q} )=\int \rho (\mathbf {r} )e^{i\mathbf {Q} \cdot \mathbf {r} }\mathrm {d} ^{3}\mathbf {r} } ,
где {\displaystyle \rho (\mathbf {r} )} — пространственная плотность заряда рассеивателя вокруг его центра масс ({\displaystyle \mathbf {r} =0}), а также {\displaystyle \mathbf {Q} } — переданный импульс. Вследствие характера преобразования Фурье для более широкого распределение плотности заряда рассеивателя {\displaystyle \rho } в реальном пространстве {\displaystyle \mathbf {r} }, соответствует более узкое распределение {\displaystyle f} в {\displaystyle \mathbf {Q} }; то есть тем быстрее затухает форм-фактор.
Для кристаллов атомные форм-факторы используются для расчета структурного фактора для заданного пика Брэгга кристалла.

## Рентгеновские форм-факторы

Энергетическая зависимость действительной части атомного фактора рассеяния хлора.

Рентгеновские лучи рассеиваются электронным облаком атома, и, следовательно, их амплитуда рассеяния увеличивается с ростом атомного номера, {\displaystyle Z} атомов в образце. В результате рентгеновские лучи не очень чувствительны к лёгким атомам, таким как водород и гелий, и не различает соседние элементы в периодической таблице из-за малого контраста. Для рассеяния рентгеновских лучей {\displaystyle \rho (r)}, в приведённом выше уравнении, — это плотность заряда электронов вокруг ядра, а форм-фактор — преобразование Фурье этой величины. Обычно используется предположение о сферическом распределении в рентгеновской кристаллографии.
В целом, форм-фактор рентгеновского излучения сложен, но мнимые компоненты становятся большими только вблизи края поглощения. Аномальное рассеяние рентгеновских лучей использует изменение форм-фактора вблизи края поглощения для изменения рассеивающей способности конкретных атомов в образце путём изменения энергии падающих рентгеновских лучей, что позволяет извлекать более подробную информацию о структуре.
Структуру атомарного форм-фактора часто представляют как функцию величины вектора рассеяния. {\displaystyle Q=4\pi \sin(\theta )/\lambda } . Здесь {\displaystyle 2\theta } — угол между падающим пучком рентгеновских лучей и направлением на детектор, измеряющим интенсивность рассеяния, и {\displaystyle \lambda } — длина волны рентгеновских лучей. Одна интерпретация вектора рассеяния заключается в том, что это разрешение или критерий, для наблюдения образец. В диапазоне векторов рассеяния между {\displaystyle 0<Q<25} Å −1 атомный форм-фактор хорошо аппроксимируется суммой гауссианов вида
{\displaystyle f(Q)=\sum _{i=1}^{4}a_{i}\exp \left(-b_{i}\left({\frac {Q}{4\pi }}\right)^{2}\right)+c}
где значения ai, bi и c сведены в таблицу.

## Электронный форм-фактор
Соответствующее распределение, {\displaystyle \rho (r)} — это распределение потенциала атома, а электронный форм-фактор — это преобразование Фурье для этого атома. Электронные формфакторы обычно рассчитываются на основе рентгеновских формфакторов по формуле Мотта — Бете. Эта формула учитывает как упругое рассеяние на электронном облаке, так и упругое ядерное рассеяние.

## Форм-фактор нейтрона
Есть два различных взаимодействия при рассеянии нейтронов ядрами. Оба используются в исследовании структуры и динамики конденсированного состояния: их называют ядерным и магнитным рассеянием.

### Ядерное рассеяние
Ядерное рассеяние свободного нейтрона ядром связано с сильным ядерным взаимодействием. Длина волны тепловых (несколько Ангстремов) и холодных нейтронов (до десятков Ангстремов), обычно используемых для таких исследований, на 4-5 порядков больше, чем размер ядра (фемтометры). Свободные нейтроны в пучке движутся в виде плоской волны; для ядер, которые испытывают ядерное рассеяние от ядра, ядро действует как вторичный точечный источник и излучает рассеянные нейтроны в виде сферической волны. Хотя это квантовое явление, его можно визуализированоть в простых классических терминах с помощью принципа Гюйгенса — Френеля. В таком случае {\displaystyle \rho (r)} представляет собой пространственное распределение плотности ядра, которое является бесконечно малой точкой (дельта-функцией) по отношению к длине волны нейтрона. Дельта-функция является частью псевдопотенциала Ферми, с помощью которого взаимодействуют свободный нейтрон и ядро. Преобразование Фурье дельта-функции равно единице; поэтому обычно говорят, что нейтроны «не имеют форм-фактора»; то есть рассеянная амплитуда, {\displaystyle b}, не зависит от {\displaystyle Q}.
Поскольку взаимодействие является ядерным, каждый изотоп имеет разную амплитуду рассеяния. Это преобразование Фурье масштабируется по амплитуде сферической волны, имеющей размерность длины. Следовательно, амплитуда рассеяния, которая характеризует взаимодействие нейтрона с данным изотопом, называется длиной рассеяния b. Длины рассеяния нейтронов неравномерно меняются между соседними элементами в периодической таблице и между изотопами одного и того же элемента. Их можно определить только экспериментально, поскольку теория ядерных сил не подходит для расчёта или предсказания b на основе других свойств ядра.

### Магнитное рассеяние
Хотя нейтроны нейтральны, они обладают ядерным спином. Они представляют собой составной фермион и, следовательно, имеют связанный магнитный момент. При рассеянии нейтронов конденсированным веществом магнитное рассеяние относится к взаимодействию этого момента с магнитными моментами, возникающими от неспаренных электронов на внешних орбиталях определённых атомов. Пространственное распределение этих неспаренных электронов вокруг ядра {\displaystyle \rho (r)} является определяющим для магнитного рассеяния.
Поскольку эти орбитали обычно имеют размер, сравнимый с длиной волны свободных нейтронов, результирующий форм-фактор напоминает форм-фактор рентгеновского излучения. Однако это нейтронно-магнитное рассеяние происходит только на внешних электронах, а не на электронах ядра, как в случае рассеяния рентгеновских лучей. Следовательно, в отличие от случая ядерного рассеяния, рассеивающий объект магнитного рассеяния находится далеко от точечного источника; он всё ещё более диффузный, чем эффективный размер источника для рассеяния рентгеновских лучей, и результирующее преобразование Фурье (магнитный форм-фактор) затухает быстрее, чем рентгеновский форм-фактор. Кроме того, в отличие от ядерного рассеяния, магнитный форм-фактор не зависит от изотопов, а зависит от степени окисления атома.